# United States Marshals Service

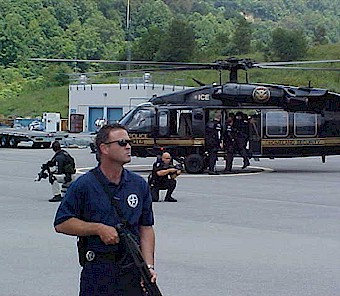
US Marshals utför välbevakad fångtransport med helikopter.

United States Marshals Service (USMS) är en amerikansk federal polismyndighet i USA:s justitiedepartement som fungerar som en länk mellan de verkställande och dömande grenarna av USA:s federala statsmakt. Dess roll kan i stort beskrivas som federala sheriffer.
U.S. Marshals är den äldsta federala poliskåren i USA, med anor från 1789.

## Bakgrund
Befattningen som U.S. Marshal infördes med Judiciary Act of 1789 som antogs under USA:s första kongressession och undertecknades av George Washington. Den nuvarande myndighetsorganisationen infördes 1969.

## Uppdrag
Då United States Marshals Service har till stor del rollen att verkställa de federala amerikanska domstolarnas beslut och processer motsvarar myndighetens huvudsakliga uppgifter i stort sett de delstatliga sheriffmyndigheternas arbetsområden. I uppdraget för United States Marshal Service ingår:
- verkställande av arresteringsordrar och andra beslut av federala domstolar, i synnerhet infångande av rymlingar[2][4];
- ansvar för säkerheten vid federala domstolar samt personskydd för federala domare och magistrater[2][4];
- transport av fångar mellan fängelser och utlänningar som utvisas (Justice Prisoner and Alien Transportation System)[2][4];
- ombesörjande av det federala vittnesskyddsprogrammet[2][4];
- medverkar till förverkande av dömdas tillgångar (engelska: asset forfeiture)[2][4];
- deltar i stävjande av upplopp och terroristaktioner med dess insatsstyrka Special Operations Group[2].

United States Marshals Service har av alla federala polismyndigheter det bredaste uppdraget gällande arrestering av brottsmisstänkta och rymlingar och USMS understödjer regelbundet delstatliga och lokala polismyndigheter runt om i USA.
I United States Marshals Service uppgifter ingår även att fungera som federal polismyndighet för de amerikanska forskningsanläggningarna på Antarktis som drivs av National Science Foundation.

## Organisation

Karta över USA:s juridiska distrikt. I varje distrikt finns en politiskt utnämnd U.S. Marshal samt ett kontor med yrkesanställda deputies.

US Marshals Service högkvarter är beläget i Alexandria, Virginia och ingår som en byrå i USA:s justitiedepartement. United States Marshals Service leds av en generaldirektör, som utses av presidenten med senatens råd och samtycke, och denne arbetar och ansvarar inför för USA:s justitieminister. Generaldirektören har regelbundna överläggningar med Judicial Conference of the United States/Administrative Office of the United States Courts gällande de federala domstolarnas säkerhet.
I USA:s samtliga 94 federala juridiska distrikt finns, parallellt med varje federal distriktsdomstol och federalt åklagarämbete, en avdelning av USMS, som vardera leds av en United States Marshal, som utses av presidenten med senatens råd och samtycke.

### Personal

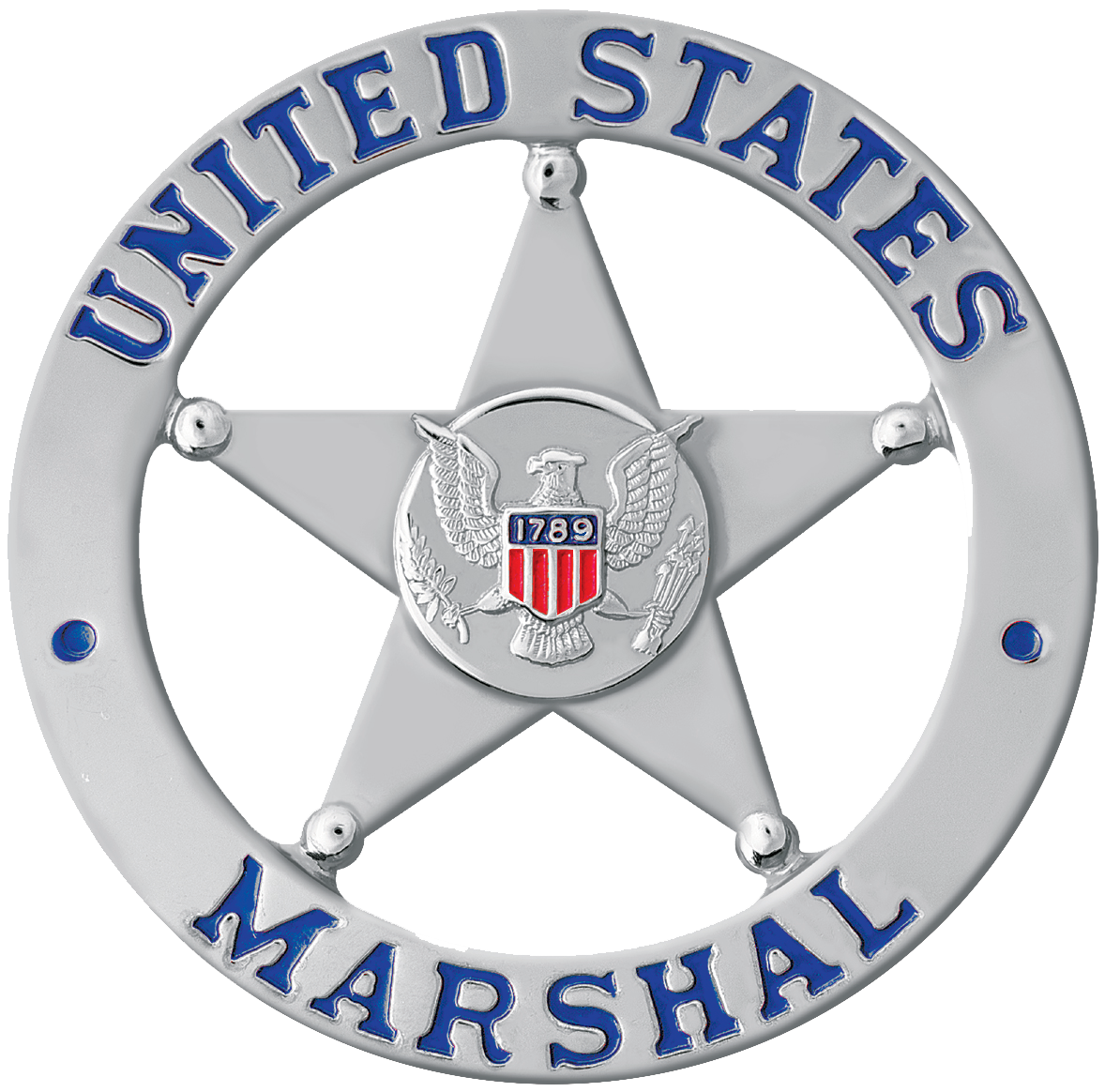
Bricka för en Deputy United States Marshal.

Det fanns under 2021 94 stycken United States Marshal, 3 738 Deputy United States Marshal och brottsutredare, 1 641 civilanställda kriminalvårdare och teknisk-administrativ personal. Den sammanlagda personal styrkan var därmed 5 473 och de årliga anslagen uppgick för budgetåret 2021 till 1,496 miljarder amerikanska dollar.

## Kända U.S. Marshals
- Wyatt Earp
- Virgil Earp
- Morgan Earp
- Bat Masterson